# From the Desk of Mr. Lady
From the Desk of Mr. Lady – minialbum amerykańskiej grupy Le Tigre, wydany 23 stycznia 2001 roku przez wytwórnię Mr. Lady.
Stylistyka albumu opiera się na stylistyce lo-fi. Teksty utworów zawierają się w tematyce feminizmu.

## Lista utworów
| Nr | Tytuł utworu                                                                             | Długość |
| -- | ---------------------------------------------------------------------------------------- | ------- |
| 1. | „Get Off the Internet”                                                                   | 3:32    |
| 2. | „Bang! Bang!”                                                                            | 2:31    |
| 3. | „They Want Us to Make a Symphony Out of the Sound of Women Swallowing Their Own Tongues” | 1:51    |
| 4. | „Yr Critiqe”                                                                             | 2:35    |
| 5. | „Gone B4 Yr Home”                                                                        | 2:17    |
| 6. | „Mediocrity Rules”                                                                       | 2:00    |
| 7. | „All That Glitters (remix by Rachel Kozak)”                                              | 2:29    |
|    |                                                                                          | 17:15   |